# Magnhild av Fulltofta

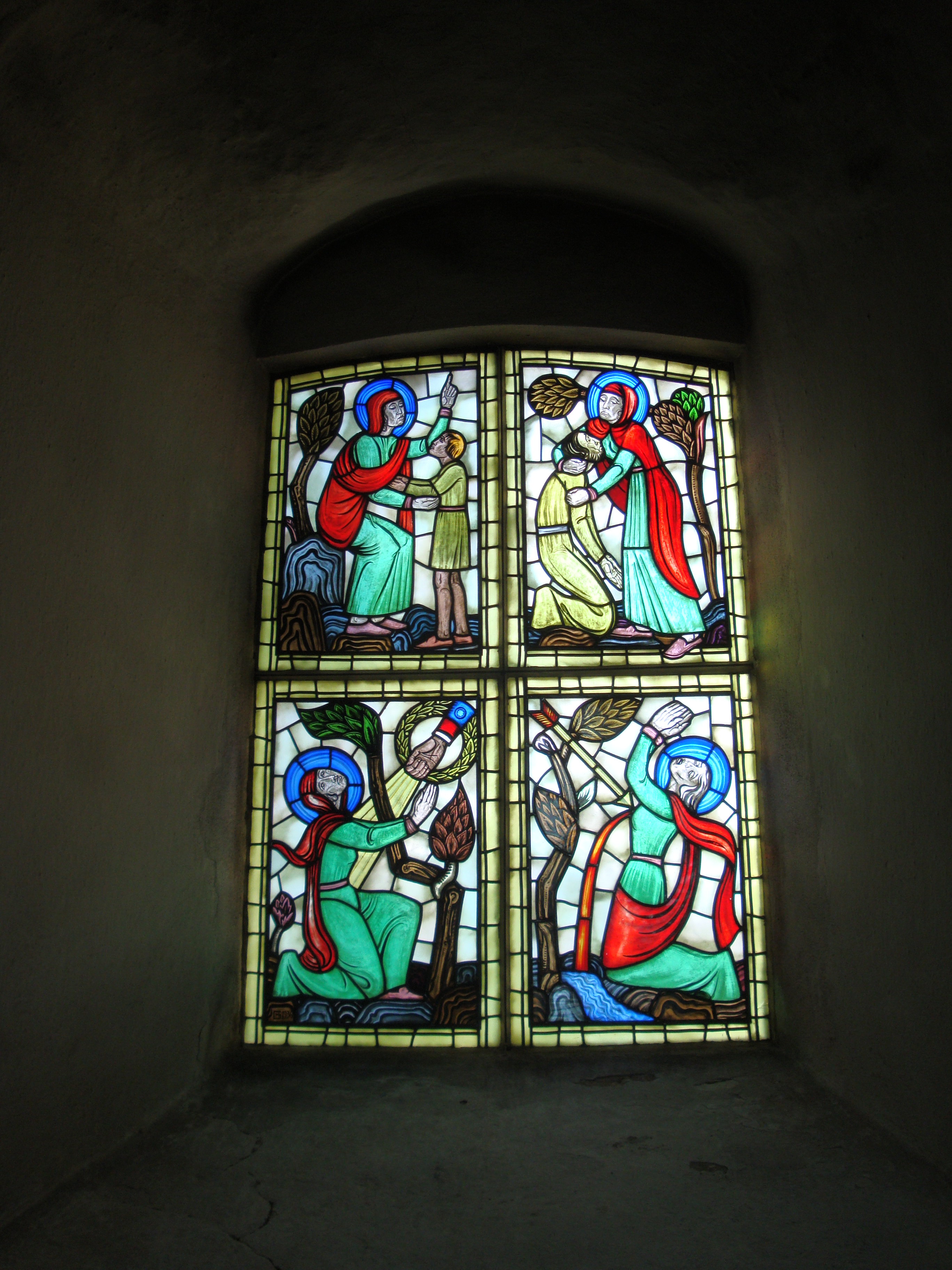
Kyrkfönster i Fulltofta kyrka med scener ur Sankta Magnhilds liv

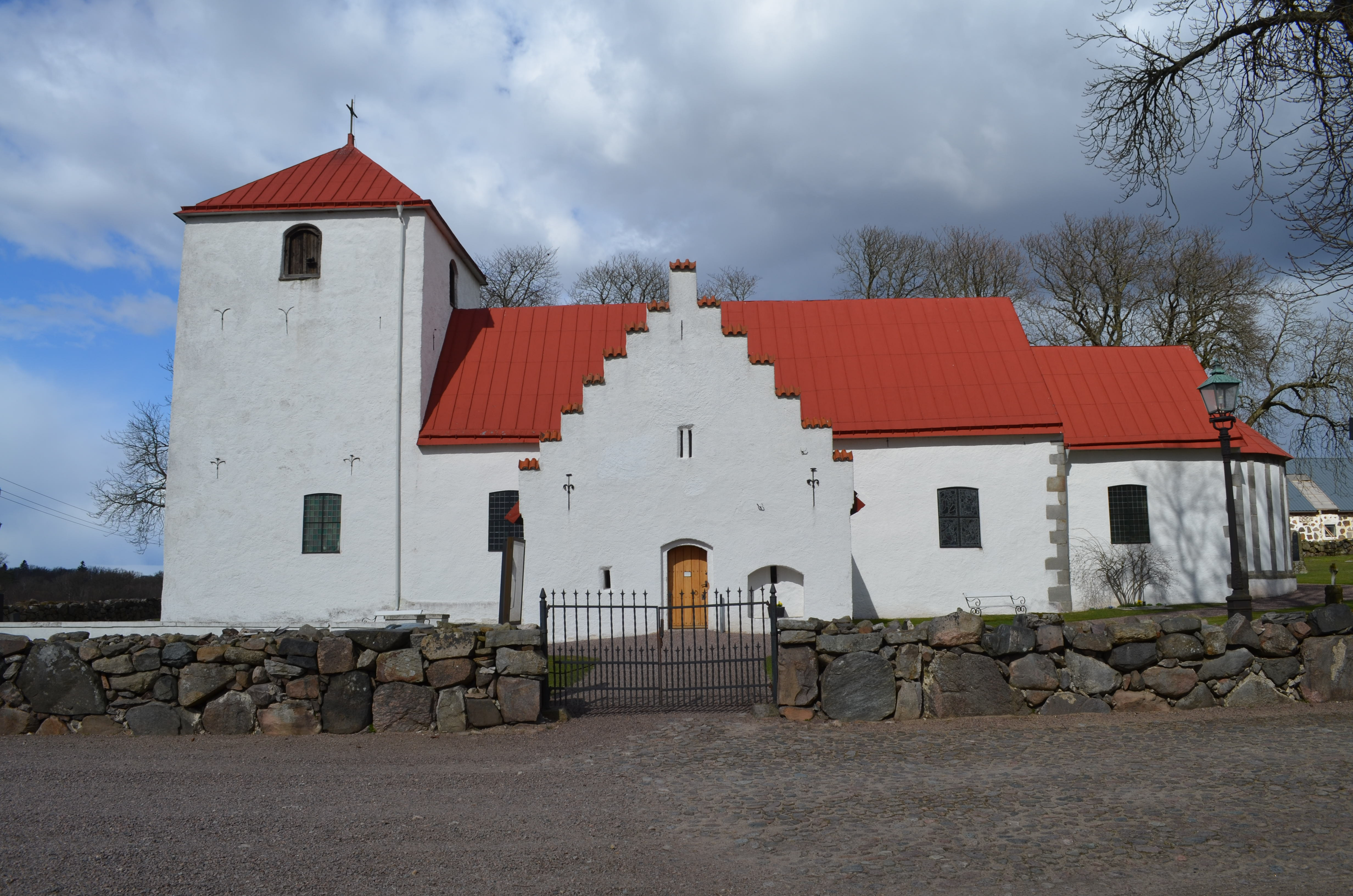
Sankta Magnhilds kyrka.

Sankta Magnhild av Fulltofta, död före 1228, är ett av Skånes tre kvinnliga helgon (de andra är Sankta Sissela av Borrby och Sankta Tora av Torekov) och det enda av dessa som är källbelagt som en verklig historisk person.

## Legenden
Enligt legenden var Sankta Magnhild en from kvinna från Benarp som botade sjuka och undervisade och tog hand om barn. Hon mördades av sin sonhustru med en pil. När hennes stoft flyttades satte kistbärarna ner kistan, alternativt tappade den, och vid platsen sprang en källa fram.

## Liv och källäge
Det äldsta belägget för Magnhilds existens finns i Lunds domkapitels gåvobok (Libri Memoriales Capituli Lundensis). Här är för den 6 juni 1228 noterat att den då pensionerade ärkebiskopen Anders Sunesen till kapitlets bröder överfört diverse penningintäkter och jordegendomar, däribland "även hälften av det som kom den saliga kvinnan Magnhilds minne till del". Ytterligare upplysning om Magnhild finns i ett brev från en av Andreas' efterträdare, ärkebiskop Magnus Nielsen, av den 17 april 1383 (avtryckt i Kilian Stobæus verk Tria Antiqua Monumenta Historica Lundensis). Ärkebiskopen skriver där om "den fordom i Kristus älskade dottern och välaktade kvinnan Magnhild av Fulltofta, som förde ett liv synbarligen behagligt för allas vår Skapare och orättfärdigt dräptes av sin svärdotter". Magnus hänvisar härvid även till att Magnhild kallats "helig kvinna" av företrädaren Andreas "såsom vi sett i hans brev". Dessa refererade brev finns inte längre tillgängliga, och ärkebiskop Magnus' uppgifter blir därför de enda vi har om Sankta Magnhilds liv (eller snarare död). En sentida uppgift hos Johan Peringskiöld från början av 1700-talet att Magnhild skulle ha varit född 1215 kan avfärdas eftersom hon då omöjligen skulle ha kunnat ha en gift son redan före 1228.
Sankta Magnhild har inte officiellt kanoniserats av påven, vilket dock heller inte var nödvändigt på denna tid då helgonförklaringar kunde utfärdas även av lokala biskopar. Det kan ha varit just Anders Sunesen som helgonförklarade henne om det över huvud taget skedde. Oavsett vilket vördades Sankta Magnhild i praktiken som helgon.

## Grav och reliker

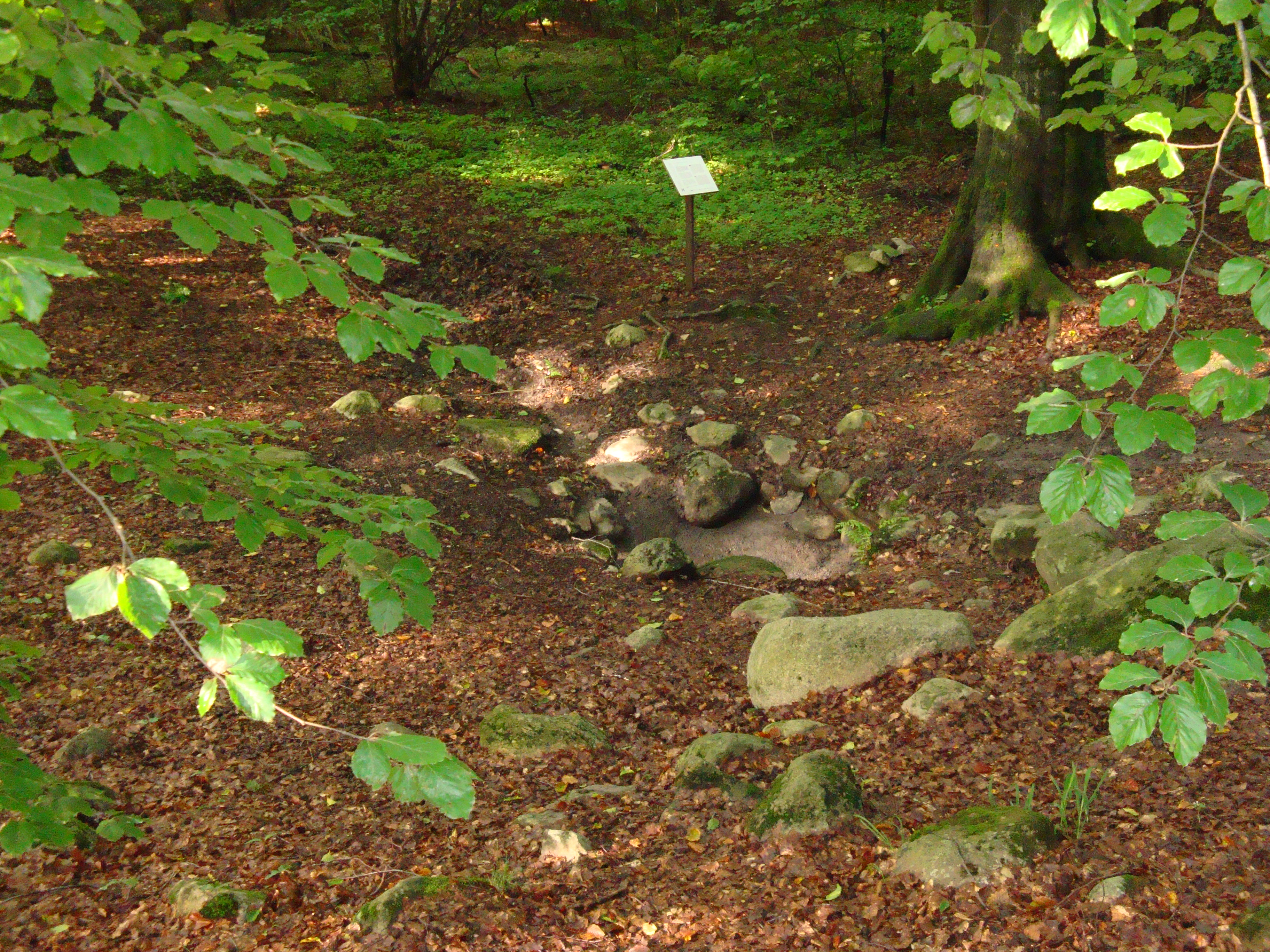
Sankta Magnhilds källa

Magnhilds lik skall enligt legenden ha transporterats från Fulltofta till Benarp. Då kistbärarna längs vägen vilade i Hästäng skall en källa ha sprungit fram där kistan ställdes ner. Källan finns kvar och kallas ännu "Sankta Magnhilds källa" men anses av dagens arkeologer mycket äldre än från 1200-talet. Sedan Magnhild väl gravsatts byggdes ett kapell över hennes grav. Det är primärt detta kapell och graven däri som är föremål för Magnus Nielsens brev från 1383; detta eftersom ärkebiskopen erfarit att antalet mässor i kapellet sjunkit och att i helgedomen "där, varest folk eljest hela natten vakade i lovsånger till Gud, samlas nu spelare och sångare, vilka inte skäms för att hänge sig åt liderliga visor och danser, frosseri, dryckenskap och hor". Med anledning härav beordrade ärkebiskopen domprosten och dekanen med flera präster i Lund att överföra Magnhilds kvarlevor till Lunds domkyrka. I samband med denna överföring (translation) utlovades viss befrielse från botgörelse för syndare — särskilt "dråpsmän och barnaförkväverskor" — som personligen närvarade vid akten.
Vad som senare hänt med Magnhilds kvarlevor efter överföringen till Lund och alla ombyggnader av domkyrkan är okänt. Ewert Wrangel har i sin Lunds domkyrkas konsthistoria låtit förmoda att hennes reliker placerats i Sankta Martas kapell i kyrkans norra korsarm i närheten av Anders Sunesens grav. Magnhilds ursprungliga grav — vilket trots uppgiften om överföringen till Blenarp tycks ha legat i själva Fulltofta — skall ha funnits kvar ännu på 1700-talet, men är numera också borta.

## Sankta Magnhild i konst och litteratur
Den skånske skalden Nils Ludvig Olsson har behandlat Magnhilds helgonlegend i dikten Vid S:ta Magnhilds källa, och i Fulltofta kyrka finns sedan 1936 ett fönster med en svit om fyra glasmålningar av henne utförda av konstnären Hugo Gehlin. Sydsvenskans julnovell Hjältinna eller kätterska? (2016), av Lina Wolff, handlar om Magnhild, hennes son och hennes svärdotter.